# 铁拉阿尔塔
铁拉阿尔塔（西班牙語：Tierra Alta），是西班牙加泰罗尼亚塔拉戈纳省的一个县。总面积743.4平方公里，总人口12310（2013年），人口密度16.6人/平方公里。行政中心位于甘德萨。
上铁拉县辖有12个市镇。